# Neusas
Neusas is een geslacht van weekdieren uit de klasse van de Gastropoda (slakken).

## Soort
- Neusas marshalli (Sykes, 1925)